# Le Helder
Le Helder (en néerlandais  Den Helder, [dɛn ˈɦɛldər]) est une commune néerlandaise située à l'extrémité nord de la province de Hollande-Septentrionale, hormis l'île de Texel. Elle compte 56 016 habitants lors du recensement de 2017, dont approximativement 41 000 vivent dans la ville du Helder, le reste à Huisduinen (500 habitants) et Julianadorp (13 000 habitants).
C'est là que se trouve la plus grande base navale de la marine royale néerlandaise.

## Histoire

### Siècle d'or néerlandais
Le village de Huisduinen est fondé au début du XVIe siècle. Du fait de sa situation stratégique, de multiples fortifications sont bâties autour de la ville du Helder. Durant le siècle d'or néerlandais, les navires de l'amirauté sont construits près du Helder, d'où ils s'embarquent.

### Capture de la flotte
L'empereur des Français Napoléon Ier visite Le Helder en 1811, après l'incorporation de la Hollande à la France. Il est particulièrement impressionné par l'emplacement stratégique et décide de faire du Helder le « Gibraltar du Nord » aussi vite que possible : dès 1812, le port du Helder doit être mis dans un état défendable. En effet, Napoléon Ier se prépare à envahir la Russie et craint que l'Angleterre n'attaque les Pays-Bas pendant son absence. Immédiatement, la construction commence : le fort de Dufalga est construit sur les dunes, suivi du fort Morland, du fort Lasalle et enfin de L'Écluse.

### Époque contemporaine
Pendant le XIXe siècle, la Marine royale néerlandaise s'établit au Helder, qui est resté depuis lors sa base centrale. La ville abrite le Koninklijk Instituut voor de Marine, l'Institut Royal de la Marine.

## Géographie

### Quartiers

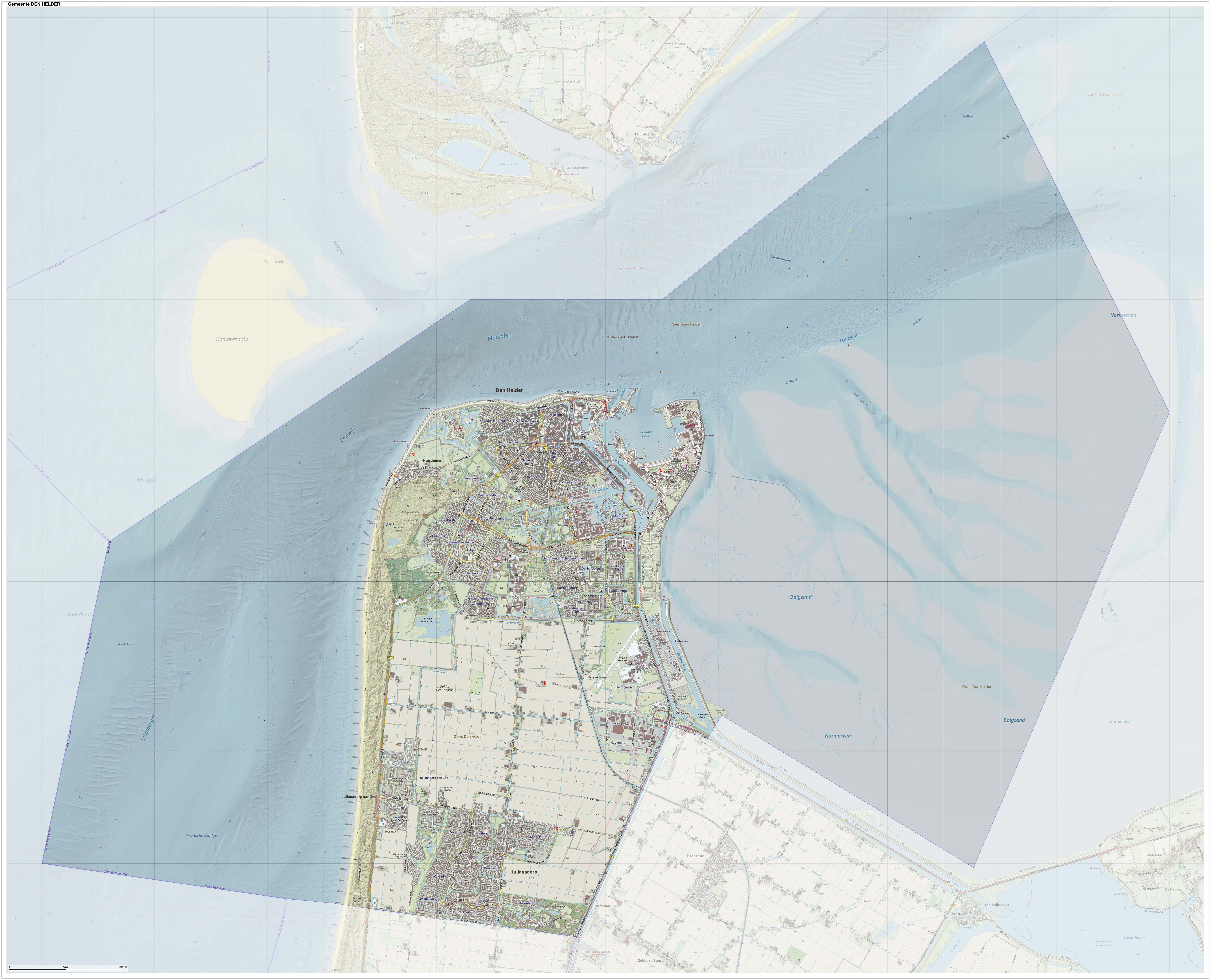
Carte topographique de la commune du Helder (2019).

Les principaux quartiers du Helder sont le vieux Helder, le nouveau Helder et De Schoten. Le nouveau Helder est bâti dans les années 1950, après la Seconde Guerre mondiale, lors d'un grand besoin de nouveaux logements. De Schoten est construit dans les années 1960.

### Lieux d’intérêt
L'un des principaux points d'intérêt de la ville est le vieux chantier naval de Willemsoord, situé dans le nord de la ville. Il est utilisé comme le centre de l'activité marine du Helder, mais aujourd'hui, les docks et l'administration navale sont déplacées plus à l'est et le vieux chantier naval est transformé en restaurants, un cinéma et d'autres établissements de loisirs.

### Transports
Le Helder compte deux gares ferroviaires : Den Helder et Den Helder Zuid. Elles sont desservies par Nederlandse Spoorwegen (NS).

## Activités sportives
- Équipe du Helder de football, équipe de foot qui représente le Helder.
- FC Den Helder, club de football.
- JVC Julianadorp, club de football.
- HCSC, club de football.

## Personnalités liées à la commune
- Anton Pieck, artiste peintre, illustrateur.
- Annika Dop, mannequin.
- Quintino, DJ et producteur de musique électronique.

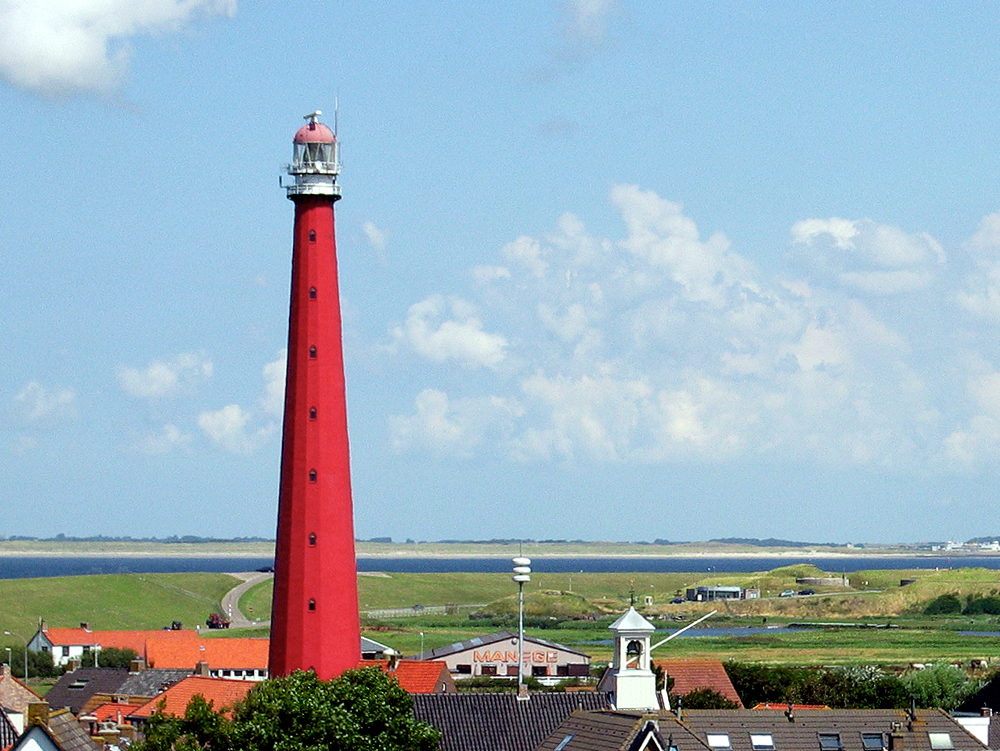
Le phare de Huisduinen.

## Base navale

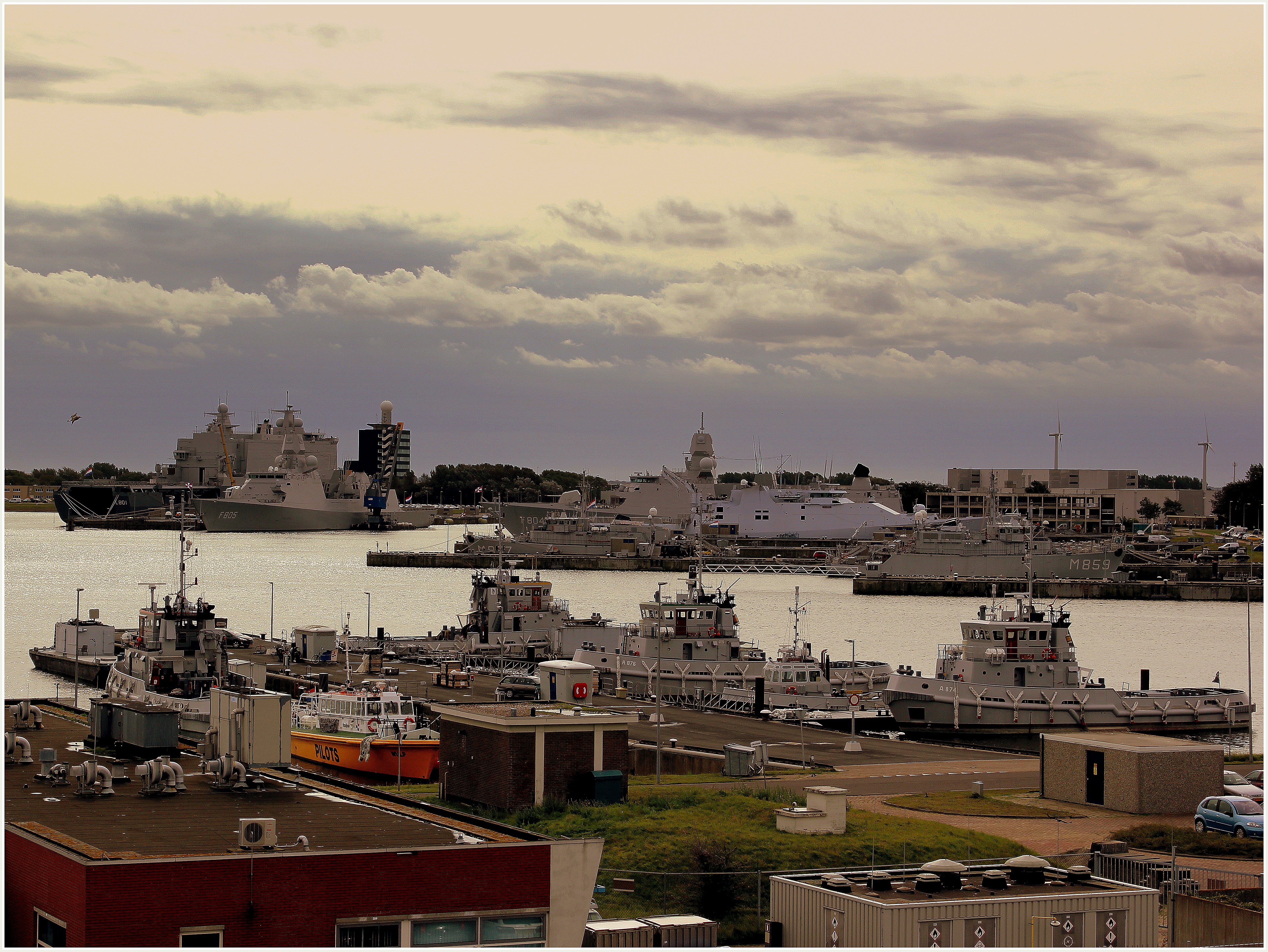
La base navale du Helder.

La base navale du Helder, appelée Nieuwe Haven (Nouveau port en français), est la plus grande de la marine royale néerlandaise.